# トラスト (中古車輸出)
株式会社トラスト（英: TRUST CO.,LTD）は、愛知県名古屋市中区に本社を置く中古車輸出を行う企業で、VTホールディングスの連結子会社。

## 概要
1988年（昭和63年）、兵庫県尼崎市で設立。中古車の輸出ほか、買収した子会社のJ-ネットレンタリースがレンタカー事業を展開。また、海外においては南アフリカ共和国の子会社であるTAA(TRUST ABSOLUT AUTO)社およびSAA(SKY ABSOLUT AUTO)社が自動車ディーラーの運営を行なっている。

## 沿革
- 1988年（昭和63年）12月 - 兵庫県尼崎市で設立。
- 1990年（平成2年）12月 - 愛知県名古屋市中区錦3丁目2-26に本社を移転。
- 2003年（平成15年）
  - 3月 - 株式会社ホンダベルノ東海（現・株式会社VTホールディングス）の子会社となる。
  - 8月 - 現在地に本社を移転。
- 2004年（平成16年）11月 - 東京証券取引所マザーズ市場に上場する。
- 2009年（平成21年）10月 - J-netレンタリース株式会社を子会社化。
- 2011年（平成23年）
  - 2月 - TRUST ABSOLUT AUTO (PRORIETARY) LIMITEDを子会社化。
  - 10月 - SOJITZ ABSOLUT AUTO  (PROPRIETARY) LIMITED（現・SKY ABSOLUT AUTO (PROPRIETARY) LIMITED）を子会社化。
- 2015年（平成27年）8月1日 - 市場選択制度により東京証券取引所2部に市場変更。

## 関連会社
- J-netレンタリース株式会社
- TRUST ABSOLUT AUTO (PRORIETARY) LIMITED（南アフリカ共和国）
- SKY ABSOLUT AUTO (PRORIETARY) LIMITED（南アフリカ共和国）